# Tabuiroa Village
Tabuiroa Village är en ort i Kiribati.   Den ligger i örådet Abaiang och ögruppen Gilbertöarna, i den norra delen av landet, 50 km norr om huvudstaden Tarawa. Tabuiroa Village ligger 12 meter över havet och antalet invånare är 324.
Terrängen runt Tabuiroa Village är mycket platt.  Närmaste större samhälle är Tuarabu Village, 1,1 km söder om Tabuiroa Village. 